# OsmAnd
OsmAnd (OpenStreetMap Automated Navigation Directions) er en open source navigationsapp til Android og iOS, der kan benyttes offline. Som navnet antyder, benytter appen gratis data fra OpenStreetMap (OSM), men er ikke i øvrigt en del af dette projekt.
Som udgangspunkt benyttes der i OsmAnd offline vektorkort, der giver brugeren mange muligheder for selv at tilpasse kortets udseende alt efter behov. Sammenlignet med for eksempel Google Maps er der i det hele taget flere indstillingsmuligheder i OsmAnd. Det er til eksempel muligt gratis at tilføje yderligere kortlag såsom Lantmäteriets fjällkartan for hele Sverige og de tilsvarende kort fra Norge. Disse fjeldkort, som  henvender sig til vandrere og skiløbere, kan ligeledes downloades til offline brug i områder uden internetforbindelse.
Man kan aktivere talrige udvidelsesmoduler, som giver yderligere funktioner. Det inkluderer optagelse af GPX-spor, integration af Wikipedia-artikler og redigering af OpenStreetMap.
OsmAnd findes både i en gratis og betalt version (abonnement). Førstnævnte tilbyder download af kort, der opdateres månedligt, mens sidstnævnte tilbyder kontinuerlige opdateringer, hvilket vil sige at man kan få rettelser med der er foretaget i OSM ned til en time før. Ved hjælp af telefonens GPS tilbyder både den gratis og betalte udgave af OsmAnd navigation med både grafik og dansk stemmevejledning til fodgængere, cyklister og billister.
OsmAnd ejes og udvikles af det hollandske firma OsmAnd B.V., som har til huse i Amstelveen.